# Lilium primulinum var. ochraceum
Lilium primulinum var. ochraceum (Syn. Lilium majoense) ist eine Varietät der Pflanzenart Lilium primulinum aus der Gattung der Lilien (Lilium) in der asiatischen Sektion.

## Beschreibung
Lilium primulinum var. ochraceum erreicht eine Wuchshöhe von 90 bis 120 cm. Der Stängel ist hart und gerade. Die Laubblätter sind lanzettförmig mit einer glatten, wächsernen Oberfläche und um den Stängel verteilt angeordnet.
Die Pflanze blüht im Juli mit einer einzelnen oder bis zu drei horizontalen, trompetenförmigen Blüten von 6 bis 10 cm Durchmesser. Die zwittrigen Blüten sind dreizählig. Die sechs gleichgestalteten Blütenhüllblätter (Tepalen) sind zurückgebogen. Die Grundfarbe der Blüten ist cremeweiß zum Teil leicht grünlich, der Schlund ist dunkelrot bis dunkelpurpurn gefärbt. Die ganze Blüte ist dicht mit dunkelroten Punkten übersät. Die Antheren sind lang, schlank und cremefarben, die Pollen sind hell orange. Die Samen reifen in Samenkapseln aus zwei oder vier Segmenten heran. Die Kapseln erreichen einen Durchmesser zwischen 1 und 2 cm und werden zwischen fünf und sieben cm lang.
Die Zwiebeln sind rundlich und erreichen einen Durchmesser von 3,5 bis 5 cm.

## Verbreitung
Lilium primulinum var. ochraceum findet sich in Wäldern und auf grasigen Hängen und Höhenlagen zwischen 1100 und 3100 m.
Diese Varietät ist in der Volksrepublik China endemisch; sie findet sich in den Provinzen Guizhou, Sichuan und im Nordwesten von Yunnan.

## Systematik
Lilium primulinum var. ochraceum ist selten und wurde auch als eigene Art Lilium majoense beschrieben. Sie ist sehr eng mit Lilium nepalense verwandt und wurde früher für eine Varietät von Lilium henrici gehalten. Eine weitere, lang für synonym erachtete Art, Lilium tenii, wurde 2020 wieder als eigene Art hergestellt.